# San Juan de los Lagos (kommun)
San Juan de los Lagos är en kommun i Mexiko.   Den ligger i delstaten Jalisco, i den centrala delen av landet, 400 km nordväst om huvudstaden Mexico City.
Följande samhällen finns i San Juan de los Lagos:
- San Juan de los Lagos
- Colonia Santa Cecilia
- Mezquitic de la Magdalena
- La Calera Fraccionamiento
- La Cuesta de Medina
- El Sauz de Ibarra
- San Pedro de las Flores
- San Antonio de los Barrera
- Paso de Trujillos
- Purísima
- Santa Rosa
- El Torque
- El Seminario
- Rosa de Castilla
- Los Charcos
- El Tecolote
- Casas Viejas
- San José de la Cueva
- Estancia Vieja de Arriba
- Trujillos de Abajo
- Los Aguirres de Arriba
- Labor de Montoya
- Santa Teresa
- Los Aguirres de Abajo
- La Loma
- La Labor de los Alba
- El Asoleadero
- El Padre Juan